# Soná
Soná es un corregimiento y ciudad cabecera del distrito de Soná en la provincia de Veraguas, República de Panamá. Está ubicada en la zona norte del golfo de Montijo. Cuenta con una población de 10.802 habitantes de acuerdo a los datos del último censo realizado en la República de Panamá (2010).

## Historia

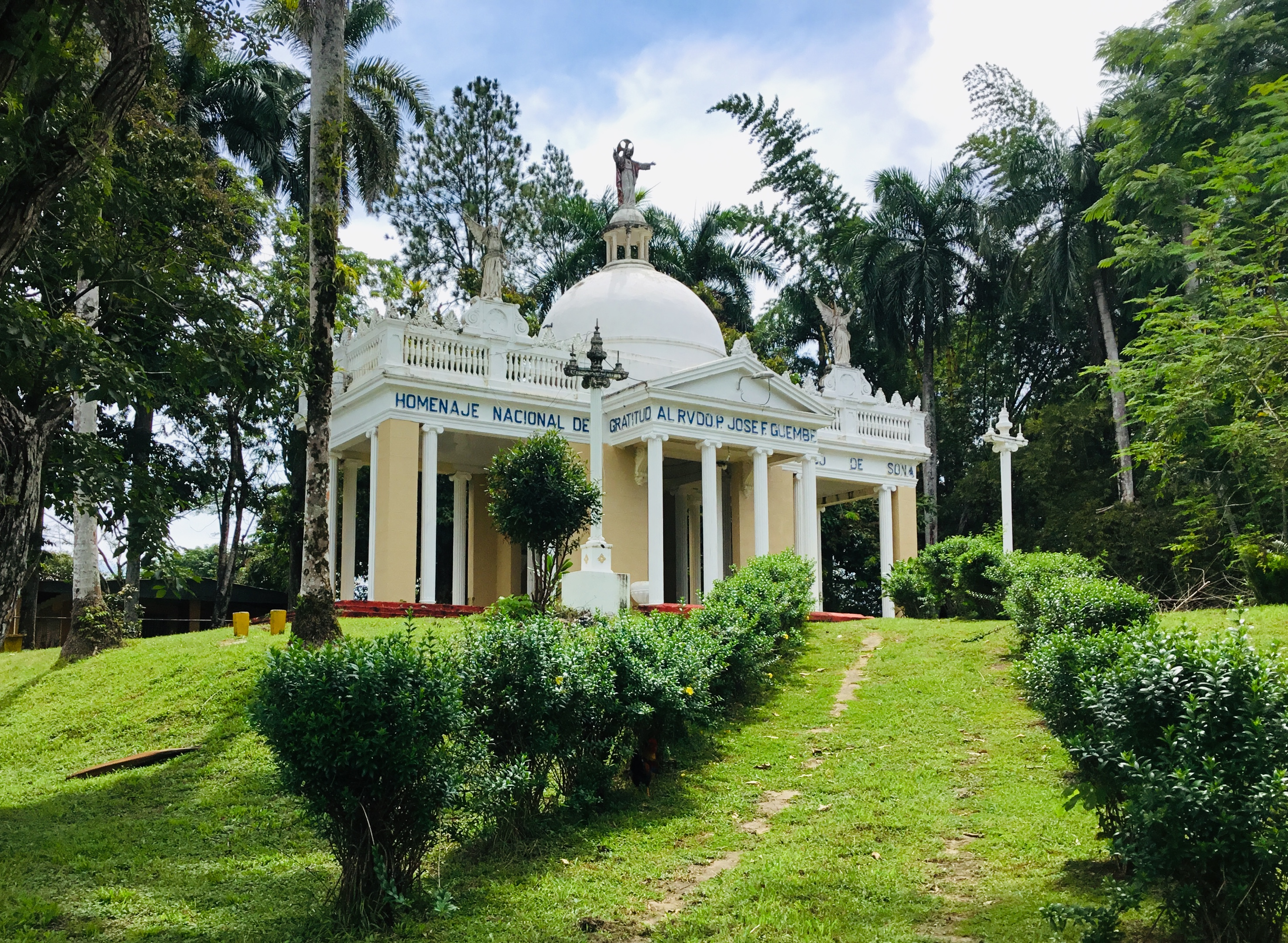
Mausoleo dedicado al sacerdote español José Félix Guembe.

La región que rodea a la ciudad se ha explotado de manera intermitente por extractores artesanales de oro desde la época colonial. En la década de 1990, la compañía Minerales Chipre realizó extracción de sedimentos de arroyos, suelo y muestreo de rocas. Este trabajo definió una anomalía aurífera de 200 m por 300 m en el suelo, con los ensayos de hasta 4,40 g/t Au. La compañía Oro Gold confirmó la anomalía, con unos resultados de hasta 4,05 g/t Au. Las tres nuevas anomalías se encuentran fuera de la anomalía del suelo identificado por Chipre.
El mapeo muestra la propiedad está sustentada por granodiorita a monzonita rocas intrusivas con andesita flujos y tobas. 
En Soná, se desarrolla anualmente la Feria de Veraguas foro donde convergen toda una serie de actividades industriales, del agro,  turísticas y artesanales de la región durante 10 días.  En ella se exhibe, para su venta, ganado, productos del agro y bellas artesanías de artistas propios del pueblo y foráneos.  Da la oportunidad, por su ubicación, de que los visitantes disfruten de uno de los más vistosos sitios del distrito de Soná: el antiguo "Puerto".  En el área donde la Feria se desarrolla confluyen los ríos: Tríbique, San Pablo y el Cobre, lo que le da un toque especial y único al escenario de la feria.